# Eliopoulosita
L'eliopoulosita és un mineral de la classe dels sulfurs. Rep el nom pel Dr. Demetrios Eliopoulos (1947-2019), geocientífic de l'Institut de Geologia i Exploració Mineral (IGME) de Grècia i la seva vídua, la professora Maria Eliopoulos (Economou, 1947), de la Universitat d'Atenes, Grècia.

## Característiques
L'eliopoulosita és un sulfur de fórmula química V₇S₈. Va ser aprovada com a espècie vàlida per l'Associació Mineralògica Internacional l'any 2020. Cristal·litza en el sistema trigonal. Químicament és similar a la patronita.
L'exemplar que va servir per a determinar l'espècie, el que es coneix com a material tipus, es troba conservat a les col·leccions del Museu d'Història Natural de la Universitat de Pisa (Itàlia), amb el número de catàleg: 19911.

## Formació i jaciments
Va ser descoberta a Grècia, concretament a la prospecció Aghio Stefanos de la localitat de Domokós, a Ftiòtida (Grècia Central), on es troba en forma de cristalls minúsculs (des de 5 µm fins a uns 80 µm), amb un hàbit anèdric a subèdric. Aquesta mina hel·lena és l'únic indret de tot el planeta on ha estat descrita aquesta espècie mineral.